# A Onda Mortal / Uma Tarde com PJ
A Onda Mortal / Uma Tarde Com PJ é um extended play da banda de electrorock, indie rock e electroclash Cansei de Ser Sexy. O trabalho foi lançado de forma independente, embora o grupo já houvesse assinado com a gravadora Trama, onde haviam lançado o EP anterior, Em Rotterdam Já É uma Febre.

## Composição e lançamento
Lançado em 2 de janeiro de 2005, o EP foi vendido apenas em shows e em algumas lojas de música do centro da cidade de São Paulo, contendo as faixas do trabalho anterior em novas versões, além de faixas inéditas, sendo basicamente versões e mixagens feitas pela banda com canções anteriores. O álbum traz a regravação de "Sô Lora, Sô Burra (Disk Putas)", canção da banda Disk Putas, "Humanos", da banda Tokyo, e Hollywood, da cantora Madonna, esta última em versão normal e remixada como versão Madoninha dos infernos.
A faixa "I Wanna Be Your J.Lo [Intro]" traz samples de canções da rapper Missy Elliot e da banda estadunidense Yeah Yeah Yeahs, sendo que Lovefoxxx ainda imita o estilo de cantar de ambos na canção, fazendo um deboche ao hip-hop de Missy Elliot e ao underground dos Yeah Yeah Yeahs. Ainda há um mash-up da canção "Bezzi", original da banda, com um cover de "Sweet Dreams", do grupo Eurythmics. O álbum ainda traz o cover de "One Way or Another" do grupo Blondie mixado a outro cover, "Teenage Kicks" da banda The Undertones, tranformados em uma faixa apenas.

## Faixas
| N.º | Título                                                            | Compositor(es)                                                       | Duração |  |
| 1.  | "Meeting Paris Hilton"                                            | Adriano Cintra / Lovefoxxx                                           | 3:11    |  |
| 2.  | "Sô Lora, Sô Burra (Disk Putas)"                                  |                                                                      | 1:42    |  |
| 3.  | "Hollywood"                                                       | Madonna / Mirwais Ahmadzaï                                           | 1:24    |  |
| 4.  | "Bezzi (versão gay) vs. Sweet Dreams"                             | Adriano Cintra / Luiza Sá / Lovefoxxx / Annie Lennox / David Stewart | 3:31    |  |
| 5.  | "One Way or Another vs. Teenage Kicks"                            | Deborah Harry / Nigel Harrison / John O'Neill                        | 2:54    |  |
| 6.  | "I Wanna Be Your J.Lo [Intro] (Missy Elliot vs. Yeah Yeah Yeahs)" | Adriano Cintra / Lovefoxxx                                           | 2:22    |  |
| 7.  | "I Wanna Be Your J.Lo (Sleater-Kinney vs. J.Lo)"                  | Adriano Cintra / Lovefoxxx                                           | 2:22    |  |
| 8.  | "Ódio Ódio Ódio, Sorry C."                                        | Adriano Cintra / Lovefoxxx                                           | 3:31    |  |
| 9.  | "Humanos (Tokyo)"                                                 | Supla / BiD / Andrés Etchenique                                      | 2:22    |  |
| 10. | "Hollywood (versão Madoninha dos infernos)"                       | Madonna / Mirwais Ahmadzaï                                           | 1:30    |  |

## Créditos
- Lovefoxxx - vocal, vocal de apoio e arte do CD
- Ana Rezende - guitarra
- Luiza Sá -	guitarra
- Carolina Parra - guitarra, bateria, teclado, vocal de apoio e assistente de mixagem
- Iracema Trevisan - baixo
- Adriano Cintra - bateria, guitarra, teclado, baixo, gaita, vocal, vocal de apoio, produtor e assistente de mixagem
- Clara Ribeiro - vocal de apoio
- Maria Helena Zerba - teclado, arranjo